# آنتونیو ساباتو جونیور
آنتونیو ساباتو جونیور (به انگلیسی: Antonio Sabàto Jr.) (زاده ۲۹ فوریه ۱۹۷۲) بازیگر آمریکایی است.

## گزیده فیلم‌شناسی
فهرست برخی از فیلم‌هایی که آنتونیو ساباتو جونیور در آنها به ایفای نقش پرداخته است:
- تستوسترون در نقش پابلو آلساندرو
- سه کله‌پوک در نقش بابی فارلی
- سی‌اس‌آی: نیویورک (مجموعه تلویزیونی) در نقش دیوی سانتوس
- ولتاژ بالا
- بتی بی‌ریخته در نقش خودش
- ضربه بزرگ